# Ситуаційна обізнаність
Ситуаційна обізнаність, рідше ситуативна обізнаність (СО, англ. Situation awareness, SA) — це розуміння навколишнього середовища, його елементів і того, як воно змінюється з урахуванням часу або інших факторів. Ситуаційна обізнаність важлива для ефективного прийняття рішень у багатьох середовищах. Формально визначається як:
“сприйняття елементів навколишнього середовища в обсязі часу і простору, розуміння їх значення і прогнозування їх стану в найближчому майбутньому”.
Альтернативне визначення полягає в тому, що усвідомлення ситуації — це адаптивна, спрямована ззовні свідомість, продуктом якої є знання про динамічне середовище завдання і спрямовані дії в цьому середовищі.
Ситуативну обізнаність було визнано критично важливою для успішного ухвалення рішень у широкому спектрі ситуацій, багато з яких пов'язані із захистом людського життя та майна, включаючи правоохоронні органи, авіацію, управління повітряним рухом, навігацію суден, охорону здоров'я, реагування на надзвичайні ситуації, військове командування та управління операціями, оператори систем передачі, самооборона та управління морськими нафтовими та атомними електростанціями.
Неадекватна ситуативна обізнаність була визначена як один із основних причинних факторів нещасних випадків, спричинених людською помилкою. Відповідно до теорії ситуативної обізнаності Ендслі, коли людина стикається з небезпечною ситуацією, їй потрібен відповідний і точний процес прийняття рішень, який включає розпізнавання і зіставлення шаблонів, формування складних схем і архетипних знань, що допомагають приймати правильні рішення.
Формальне визначення СО часто описується як три висхідні рівні:
1. Сприйняття елементів навколишнього середовища,
2. Розуміння ситуації,
3. Прогнозування майбутнього стану.[12]

Люди з найвищим рівнем СО здатні не тільки сприйняти відповідну інформацію для своїх цілей і рішень, але також здатні інтегрувати цю інформацію, щоб зрозуміти її значення та значущість. Вони також спроможні спрогнозувати ймовірні або можливі сценарії розвитку подій у майбутньому. Ці вищі рівні СО є критично важливими для проактивного прийняття рішень у складних середовищах.
У центрі уваги досліджень були три аспекти СО: стани СО, системи СО та процеси СО. Стани СО стосуються фактичного рівня обізнаності людей про ситуацію. Системи СО стосуються технологій, розроблених для підтримки СО в багатьох середовищах. Процеси СО стосуються оновлення станів СО та того, що керує миттєвою зміною СО.

## Історія
Незважаючи на те, що сам термін з'явився відносно недавно, це поняття сягає корінням в історію військової теорії;— його можна впізнати, наприклад, у «Мистецтві війни» Сунь Цзи. Термін можна простежити до Першої світової війни, коли він був визнаний вирішальною навичкою для екіпажів військових літаків.
Є докази того, що термін ситуаційна обізнаність вперше був використаний у Douglas Aircraft Company під час інженерних досліджень людського фактора при розробці вертикальних і горизонтальних дисплеїв доповненої реальності та оцінки розміщення цифрового керування для наступного покоління комерційних літаків. Дослідницькі програми взаємодії екіпажу з комп'ютером та вимірювання розумового навантаження побудовані на концепції вимірювання обізнаності з серії експериментів, які вимірювали непередбачувану обізнаність під час навчання, а згодом були поширені на розумове навантаження та втому.
Ситуативна обізнаність з'являється в технічній літературі ще в 1983 році, коли описуються переваги прототипу навігаційного дисплея з сенсорним екраном. На початку 1980-х років інтегровані дисплеї «вертикального положення» та «горизонтального положення» розроблялися для комерційних літаків, щоб замінити численні електромеханічні прилади. Інтегровані дисплеї ситуації поєднують інформацію з кількох приладів, що забезпечує більш ефективний доступ до критичних параметрів польоту, тим самим покращуючи обізнаність про ситуацію та зменшуючи навантаження на пілота.
Термін був вперше офіційно визначений Ендслі в 1988 році. Перед тим, як у 1990-х роках цей термін був широко прийнятий науковцями, які досліджують людський фактор, він використовувався екіпажами винищувачів ВПС США (USAF) під час воєн в Кореї та В'єтнамі. Вони визначили що наявність хорошої СО є вирішальнім фактором у повітряних боях («фактор козирю», англ. ace factor). Виживання в повітряному бою (дослівно — «собачому бою», англ. dog fight), як правило полягало в тому, що потрібно було спостерігати за поточним рухом супротивника і передбачати його наступний крок за частку секунди до того, як він сам міг це побачити та передбачити.
Пілоти ВПС США також прирівняли СО до фаз «спостереження» та «орієнтування» відомого циклу спостереження-орієнтація-рішення-дія (цикл СОРД), або циклу Бойда, який описав теоретик війни ВПС США полковник Джон Бойд. У бою виграшна стратегія полягає в тому, щоб «потрапити всередину» циклу СОРД вашого супротивника, не лише шляхом швидшого прийняття власних рішень, але й завдяки кращій системі СО, ніж у супротивника, і навіть змінюючи ситуацію таким чином, щоб супротивник не міг більше її контролювати чи навіть розуміти. Втрата власної СО, навпаки, прирівнюється до того, що ви «поза циклом».
Очевидно, що СО має далекосяжне застосування, оскільки є необхідною для того, щоб люди і команди могли ефективно функціонувати в навколишньому середовищі. Таким чином, СО вийшла далеко за межі галузі авіації і застосовується в найрізноманітніших середовищах. СО вивчається в таких різноманітних областях, як управління повітряним рухом, експлуатація атомних електростанцій, реагування на надзвичайні ситуації, морські операції, космос, буріння нафти та газу, експлуатація транспортних засобів та анестезіологія.

## Теоретична модель

### Когнітивна модель СО Ендслі
Найбільш широко цитована та прийнята модель СО була розроблена доктором Мікою Ендслі, яка, як було показано, значною мірою підтверджується результатами досліджень. Лі, Кассано-Пінче та Вісенте встановили, що модель СО Ендслі отримала на 50 % більше цитувань після її публікації, ніж будь-яка інша стаття в журналі Human Factors порівняно з іншими статтями за останні 30 років.
Модель Ендслі описує когнітивні процеси та механізми, які використовуються людьми для оцінки ситуацій для розвитку СО, а також завдання та фактори середовища, які також впливають на їх здатність отримати СО. Тут детально описані три рівні формування СО: сприйняття, розуміння та проекція.
Сприйняття (рівень 1 СО): Першим кроком у досягненні СО є сприйняття статусу, атрибутів і динаміки відповідних елементів у середовищі. Таким чином, рівень 1 СО, найпростіший рівень СО, включає процеси моніторингу, виявлення сигналів і простого розпізнавання, які призводять до обізнаності у багатьох ситуаційних елементів (об'єктів, подій, людей, систем, факторів навколишнього середовища) та їх поточного стану (місця, умови, режими, дії).
Розуміння (рівень 2 СО): Наступний крок у формуванні СО включає синтез роз'єднаних елементів СО рівня 1 за допомогою процесів розпізнавання шаблонів, інтерпретації та оцінки. Рівень 2 СО вимагає інтеграції цієї інформації, щоб зрозуміти, як це вплине на цілі та завдання особи. Це включає в себе розробку комплексної картини світу або тієї частини світу, яка цікавить індивіда.
Проекція (рівень 3 СО): третій і найвищий рівень СО передбачає здатність проектувати майбутні дії елементів у навколишньому середовищі. Рівень 3 СО досягається через знання стану та динаміки елементів і розуміння ситуації (рівні 1 і 2 СО), а потім екстраполяції цієї інформації вперед у часі, щоб визначити, як це вплине на майбутні стани оперативного середовища.
Модель Ендслі показує, як СО «забезпечує первинну основу для подальшого прийняття рішень і продуктивності в роботі складних динамічних систем». Хоча сама по собі СО не може гарантувати успішне ухвалення рішень, вона підтримує необхідні вхідні процеси (наприклад, розпізнавання сигналів, оцінка ситуації, прогнозування), на яких ґрунтуються правильні рішення.
СО також включає як часовий, так і просторовий компонент. Час є важливим поняттям у СО, оскільки СО є динамічною конструкцією, що змінюється в темпі, який диктується діями людей, характеристиками завдань і навколишнім середовищем. Коли в систему надходять нові дані, індивід включає їх у це ментальне уявлення, вносячи необхідні зміни в плани та дії для досягнення бажаних цілей.
СО також включає просторові знання про дії та події, що відбуваються в конкретному місці, яке цікавить людину. Таким чином, поняття СО включає сприйняття, розуміння та проектування ситуаційної інформації, а також часовий і просторовий компоненти.
Модель СО Ендслі ілюструє кілька змінних, які можуть впливати на розвиток і підтримку СО, включаючи індивідуальні фактори, фактори завдання та навколишнє середовище.
Підсумовуючи, модель складається з кількох ключових факторів, які описують когнітивні процеси, задіяні в СО:
- Сприйняття, розуміння та проектування як три рівні СО,
- Роль цілей і цілеспрямованої обробки в спрямуванні уваги та інтерпретації значущості сприйнятої інформації,
- Роль важливості інформації в «захопленні» уваги за допомогою даних, а також важливість чергування обробки, керованої цілями та даними,
- Роль очікувань (підживлюваних поточною моделлю ситуації та довготривалою пам'яттю[en]) у спрямуванні уваги та інтерпретації інформації,
- Великі вимоги до обмеженої робочої пам'яті, що обмежує СО для новачків і тих, хто опинився в нових ситуаціях, але величезні переваги ментальних моделей і шаблонів, які відповідають прототиповій схемі, які значною мірою обходять ці обмеження,
- Використання ментальних моделей для надання засобів для інтеграції різних частин інформації та розуміння її значення (що стосується цілей), а також для того, щоб дозволити людям робити корисні прогнози ймовірних майбутніх подій і станів,
- Зіставлення шаблону зі схемою;— прототипові стани ментальної моделі — що забезпечує швидке відновлення розуміння та проекції, що мають відношення до розпізнаної ситуації, а в багатьох випадках одноетапне відновлення відповідних дій для ситуації.

Модель також вказує на низку особливостей завдання та середовища, які впливають на СО:
- Здатність системи та інтерфейсу користувача передавати людині важливу інформацію у спосіб, який легко інтегрувати та обробляти.
- Як велике робоче навантаження, так і стрес можуть негативно вплинути на СО. Перевантаження інформацією є проблемою в багатьох ситуаціях.
- Недостатнє навантаження (умови пильності[en]) також може негативно вплинути на СО.
- Складність систем і ситуацій, у яких перебуває людина, може негативно вплинути на СО, ускладнюючи формування точних ментальних моделей.
- Автоматизація є основним фактором, що знижує обізнаність про ситуацію в багатьох середовищах (наприклад, авіація, водіння, електропостачання). Дивіться поза циклом проблеми продуктивності[en]. Це пов'язано зі створенням ситуацій, коли люди змушені стати спостерігачами, що їм погано вдається (через проблеми з пильністю), часто поганою прозорістю системи, коли необхідна інформація не надається, і загальним зниженням рівня когнітивної активності людей з автоматизованими системами[41].

Досвід і навчання мають значний вплив на здатність людей розвивати СО через свій вплив на розвиток ментальних моделей, які зменшують вимоги до обробки та допомагають людям краще визначити пріоритети своїх цілей. Крім того, було виявлено, що люди відрізняються за своєю здатністю отримати СО; таким чином, просте надання тієї самої системи та навчання не забезпечить однакову СО для різних осіб. Дослідження показали, що існує низка факторів, які роблять одних людей кращими в СО, ніж інших, зокрема відмінності в просторових здібностях і навичках виконання кількох завдань одночасно.

### Критика моделі
Рання критика конструкції та моделі СО була здебільшого необґрунтованою.
(1) «…моделі СО відносяться до когнітивних процесів у загальних рисах, але не вказують, які саме процеси задіяні та в якому обсязі». Однак у детальному огляді Парасурамана, Шерідана та Вікенса було виявлено, що він містить потужні емпіричні дослідження, є діагностичним щодо станів людини, є корисним з нормативної точки зору та має сильну теоретичну та емпіричну відмінність від ефективності та інші ментальні конструкції.
(2) Модель Ендслі дуже детально описує точні когнітивні процеси, задіяні в СО. Інші сумніваються, чи є СО циклічним процесом, який не можна відрізнити від продуктивності. «Тест ситуативної обізнаністі як конструкції буде полягати в її здатності бути операціоналізованою в термінах об'єктивних, чітко визначених незалежних (маніпуляція зі стимулом) і залежних (різниця у відповідях) змінних … В іншому випадку, СО буде ще одним модним словом, яке приховує невігластво вчених». Ця критика, однак, знехтувала великою роботою, проведеною для розробки та перевірки об'єктивних показників СО як стану знань, які відрізняються від результатів ефективності. Недавній огляд і мета-аналіз об'єктивних показників СО виявили 171 дослідження, які успішно використовували ці показники для кількісної оцінки СО для оцінки системного проектування, навчальних програм і дослідження конструкції СО.
(3) Як рамкова модель, вона спирається на багато конструкцій з когнітивної науки, які самі потребують подальшого визначення. Ендслі відповіла на цю критику, заявивши, що модель дуже специфічна у своїх визначеннях і механізмах, і що багато подальших досліджень підтвердили деталі моделі, включаючи дослідження ролі робочої пам'яті та довготривалої пам'яті, когнітивних механізмів, що стоять за проекцією, індивідуальні характеристики, що впливають на СО, роль автоматизації в СО та зв'язок між СО та робочим навантаженням.

## Споріднені поняття
У цьому розділі коротко описано декілька когнітивних процесів, пов'язаних із ситуативною обізнаністю. Наведена нижче матриця намагається проілюструвати зв'язок між деякими з цих понять. Зауважте, що ситуативна обізнаність та оцінка ситуації частіше обговорюються в сферах комплексного синтезу інформації, таких як авіація та військові операції, і більше стосуються досягнення негайних тактичних цілей. Виявлення сенсу та досягнення розуміння частіше зустрічаються в промисловості та літературі з організаційної психології та часто пов'язані з досягненням довгострокових стратегічних цілей.
Існують також біологічні медіатори ситуаційної обізнаності, зокрема такі гормони, як тестостерон, і нейромедіатори, такі як дофамін і норадреналін.
|        |                               | Фаза              | Фаза                   |
| Процес | Результат                     |                   |                        |
| ------ | ----------------------------- | ----------------- | ---------------------- |
| Ціль   | Тактична (короткострокова)    | ситуаційна оцінка | ситуативна обізнаність |
| Ціль   | Стратегічна (довгострокова)   | виявлення сенсу   | розуміння              |
| Ціль   | Наукова (більш довгострокова) | аналіз            | передбачення           |

### Розуміння ситуації
Ситуативну обізнаність іноді плутають з терміном «розуміння ситуації». У контексті застосувань військового командування і управління розуміння ситуації відноситься до «результату застосування аналізу та суджень до ситуативної обізнаності підрозділом для визначення зв'язків наявних факторів і формування логічних висновків щодо загроз для сил або виконання місії, можливостей для виконання місії та прогалини в інформації». Ситуаційне розуміння те ж саме, що і Рівень 2 СО в моделі Ендслі — розуміння значення інформації, інтегрованої один з одним і з точки зору цілей людини. Це сприйняття даних з точки зору «ну і що».

### Ситуаційна оцінка
Коротше кажучи, ситуативна обізнаність розглядається як «стан знань», а оцінка ситуації — як «процеси», що використовуються для досягнення цих знань. Ендслі стверджує, що «важливо відрізняти термін як стан знання, від процесів, які використовуються для досягнення цього стану. Ці процеси, які можуть сильно відрізнятися в залежності від індивідуума та контексту, називатимемо ситуаційною оцінкою або процесом досягнення, набуття чи підтримки обізнаності із ситуацією». Зауважте, що СО не лише породжується процесами оцінки ситуації, але й постійно керує цими процесами. Наприклад, поточна обізнаність людини може визначати, на що вона звертатиме увагу далі і як інтерпретуватиме сприйняту інформацію.

### Ментальні моделі
Точні ментальні моделі є однією з передумов досягнення СО. Ментальну модель можна описати як набір чітко визначених, високоорганізованих, але динамічних структур знань, що розвиваються з часом на основі досвіду. Обсяг доступних даних, притаманний складним операційним середовищам, може перевищити здатність новачків, які приймають рішення, відвідувати, обробляти та ефективно інтегрувати цю інформацію, що призводить до перевантаження інформацією та негативно впливає на їх СО. Навпаки, досвідчені особи, які приймають рішення, оцінюють та інтерпретують поточну ситуацію (рівень 1 і 2 СО) і вибирають відповідну дію на основі концептуальних моделей, що зберігаються в їхній довготривалій пам'яті як «психічні моделі». Підказки в навколишньому середовищі активують ці ментальні моделі, які, у свою чергу, керують процесом прийняття рішень.

### Надання сенсів
Кляйн, Мун і Хоффман розрізняють ситуативну обізнаність та надання сенсу таким чином:
...ситуаційна обізнаність стосується досягнутого стану знань — або знання про поточні елементи даних, або висновків, зроблених на основі цих даних, або прогнозів, які можуть бути зроблені на основі цих висновків. Навпаки, надання сенсу стосується процесу досягнення такого роду результатів, стратегій і перешкод, з якими стикаються.
Коротше кажучи, надання сенсу розглядається більше як «вмотивована, безперервна спроба зрозуміти зв'язки (які можуть бути між людьми, місцями та подіями), щоб передбачити їх траєкторії та діяти ефективно», а не стан знань, що лежить в основі ситуативної обізнаністі. Ендслі зазначає, що, будучи трудомістким процесом, визначення сенсу насправді розглядає підмножину процесів, які використовуються для підтримки ситуативної обізнаності. У переважній більшості випадків СО відбувається миттєво та без зусиль, виходячи з розпізнавання шаблонів ключових факторів у середовищі: «Швидкість операцій у таких видах діяльності, як спорт, водіння, польоти та управління повітряним рухом, практично забороняє таке свідоме обдумування в у більшості випадків, але радше залишає це для винятків».
Ендслі також зазначає, що надання сенсу є ретроспективним, створює причини для минулих подій, тоді як ситуативна обізнаність, як правило, спрямована на майбутне, проектуючи те, що, ймовірно, станеться, з метою забезпечення ефективних процесів ухвалення рішень.

## У командних операціях
У багатьох системах і організаціях люди працюють не просто як окремі особи, а як члени команди. Таким чином, необхідно враховувати СО не тільки окремих членів команди, а й СО команди в цілому. Щоб почати розуміти, що потрібно для СО всередині команд, спочатку необхідно чітко визначити, що являє собою команда. Команда — це не просто група людей; скоріше команди мають кілька визначальних характеристик. Команда — це:
чітко визначена група із двох або більше людей, які взаємодіють динамічно, взаємозалежно та адаптивно для досягнення спільної мети/завдання/місії, кожному з яких відведено певну роль або функцію, і які мають обмежений термін перебування в групі.— /Salas et al. (1992)

### Командна СО
Командна СО визначається як «ступінь, до якої кожен член команди володіє СО, необхідним для виконання його чи її обов'язків». Успіх чи невдача команди залежить від успіху чи невдачі кожного її члена. Якщо хтось із членів команди має низький рівень безпеки, це може призвести до критичної помилки в продуктивності, яка може унеможливити успіх усієї команди. Згідно з цим визначенням, кожен член команди повинен мати високий рівень СО за тими факторами, які мають відношення до його або її роботи. Недостатньо, щоб один член команди знав важливу інформацію, якщо член команди, який потребує цієї інформації, не знає. Таким чином, члени команди повинні досягти успіху в передачі інформації між собою (зокрема, як вони інтерпретують або проектують зміни в ситуації, щоб сформувати рівень 2 і 3 СО) або вміти кожен самостійно отримувати необхідну інформацію.
У команді кожен член має проміжну ціль, що стосується його/її конкретної ролі, яка вкладається в загальну ціль команди. З підціллю кожного учасника пов'язаний набір елементів СО, які його/її хвилюють. Оскільки члени команди по суті взаємозалежні в досягненні загальної цілі команди, буде присутній деякий збіг між підціллю кожного члена та їхніми вимогами СО. Саме ця підмножина інформації становить більшу частину командної координації. Ця координація може відбуватися у вигляді словесного обміну, дублювання відображуваної інформації або іншим способом.

### Спільна СО
Спільна ситуативна обізнаність визначається як «ступінь, до якої члени команди володіють однаковими СО щодо спільних вимог СО». Як випливає з цього визначення, існують вимоги до інформації, які стосуються кількох членів команди. Основна частина командної роботи включає сферу, де ці вимоги СО збігаються — спільні вимоги СО, які існують як функція істотної взаємозалежності членів команди. У погано функціонуючій команді два або більше членів можуть мати різні оцінки цих спільних вимог СО і, таким чином, поводитися неузгоджено та навіть непродуктивно. Проте в добре функціонуючій команді кожен член команди має спільне розуміння того, що відбувається на тих елементах СО, які є спільними — спільна СО. Таким чином, спільна СО стосується ступеня, до якого люди мають спільне розуміння інформації, яка перекриває вимоги СО членів команди. Вірно і те, що не всією інформацією потрібно ділитися. Зрозуміло, що кожен член команди усвідомлює багато того, що не стосується інших членів команди. Розкриття кожної деталі роботи кожної людини призведе до перевантаження інформацією, яку необхідно сортувати, щоб отримати необхідну інформацію. Необхідно поширювати лише ту інформацію, яка відповідає вимогам СО кожного члена команди.

### Модель командної СО
Таким чином, ситуативна обізнаність команди в цілому залежить як від високого рівня СО окремих членів команди щодо аспектів ситуації, необхідних для їх роботи, так і від високого рівня спільної СО між членами команди, що забезпечує точну загальну операційну картину тих аспектів ситуації, які відповідають потребам кожного члена. Ендслі та Джонс описують модель командної СО як засіб концептуалізації того, як команди розвивають високий рівень спільної СО між членами команди. Кожен із цих чотирьох факторів — вимоги, пристрої, механізми та процеси — сприяє створенню команди та спільної СО.
1. Вимоги командної СО — ступінь, до якого члени команди знають, якою інформацією потрібно ділитися, включно з їхніми оцінками та прогнозами вищого рівня (які зазвичай не доступні іншим членам команди), а також інформацію про статус виконання завдань і поточні можливості членів команди.
2. Пристрої командної СО — пристрої, доступні для обміну цією інформацією, яка може включати пряме спілкування (вербальне та невербальне), спільні дисплеї (наприклад, візуальні чи звукові дисплеї або тактильні пристрої) або спільне середовище. Оскільки невербальна комунікація, така як жести та демонстрація локальних артефактів, і спільне середовище зазвичай недоступні в розподілених командах, це вимагає приділення набагато більшої уваги саме вербальній комунікації та комунікаційним технологіям для створення спільних інформаційних дисплеїв.
3. Механізми командної СО — ступінь, до якого члени команди володіють механізмами, такими як спільні ментальні моделі, які підтримують їх здатність однаково інтерпретувати інформацію та робити точні прогнози щодо дій один одного. Володіння спільними ментальними моделями може значно полегшити спілкування та координацію в командних умовах.
4. Процеси командної СО — ступінь участі членів команди в ефективність процесів обміну інформацією СО, що можуть включати групову норму ставити під сумнів припущення членів команди та перевірку один одного на наявність суперечливої інформації або сприйняття, налагодження взаємодії та визначення пріоритетів у виконанні завдань, а також планування на випадок непередбачуваних обставин.

## Обмежені в часі процеси прийняття рішень
Є багато галузей, де критично важливо ухвалити правильне рішення у строго обмежений термін, спираючись на знання поточної ситуації особою, яка ухвалює рішення: наприклад, авіадиспетчери або медичні працівники (наприклад, анестезіологи). У таких ситуаціях типово, що особа, яка ухвалює ключові рішення, підтримується іншими членами команди або складними системами моніторингу, які передають їм інформацію, яка може включати кілька джерел і форматів інформації. Навіть у таких критично обмежених за часом ситуаціях важливість ситуативної обізнаності (СО) не є постійною: тобто для результату важливіше мати кращу СО у нестандартних ситуаціях, таких як точки з високим інформаційним трафіком, сторонні дії і непередбачувані події. Ці «точки зламу», ймовірно, спричинять додаткове робоче навантаження на людей і, отже, вплинуть на їх СО та час, необхідний для ухвалення рішення. У критичній точці ситуативна обізнаність, яка використовується для прийняття рішення, безпосередньо залежить від когнітивного навантаження для отримання, розуміння та обробки СО, що надходить до оператора, як загальної фонової СО, так і СО, безпосередньо пов'язаної з рішенням. Іншими словами, якщо все йде добре, ваш рівень СО не такий важливий, як тоді, коли трапляється щось незвичне або щось йде не так.
Дослідження процесу прийняття рішень викликає все більший інтерес, і виявлення цього типу взаємозв'язків призвело до розробки принаймні однієї інтегрованої концептуальної схеми (розробленої К. Тарою Сміт), яка намагається врахувати всі фактори, що впливають на процес ухвалення рішень, визначаючи, як вони впливають на здатність індивіда набути СО. Це передбачає узгодження термінів і понять, що використовуються в різних областях дослідженнь, щоб можна було виявити і визначити причинно-наслідкові зв'язки.
Такий підхід до інтеграції СО, робочого навантаження, теорії обробки сигналів, теорії прийняття рішень тощо має тенденцію дещо змінити питання, які ставляться в процесі аналізу, від кількісного і якісного визначення СО до вимірювань імовірнісних аспектів рішення, таких як кількість взаємозв'язків, достовірність і часова затримка надходження інформації, ризик для бажаного результату або ефекту тощо, а також аспекти обробки, пов'язані з кількістю сигналів, точністю та повнотою інформації та важливістю для оперативного контексту. Іншими словами, замість того, щоб запитувати, чи надає модифікація системи більше СО, нас цікавить, чи надає ця модифікація системи більше СО у формі, яку можна використовувати коли це необхідно?

## Вимірювання
Хоча конструкт СО був широко досліджений, багатовимірний характер СО створює значну проблему для її кількісного визначення та вимірювання. Загалом, методи відрізняються з точки зору прямого вимірювання СО (наприклад, незалежні заміри в реальному часі або за допомогою індивідуальних анкет для оцінки сприйняття СО) або методи, які роблять висновок про СО на основі поведінки чи продуктивності оператора. Безпосередні вимірювання зазвичай вважаються «орієнтованими на результат», оскільки ці методи оцінюють результативність СО; опосередковані вимірювання вважаються «орієнтованими на процес», зосередженими на основних процесах або механізмах, необхідних для досягнення СО. Далі описано ці підходи до вимірювання СО.

### Об'єктивні показники
Об'єктивні вимірювання безпосередньо оцінюють СО шляхом порівняння індивідуального сприйняття ситуації чи середовища з деякими «фундаментальними знаннями» про реальність. Зокрема, об'єктивні вимірювання збирають дані від людини про її сприйняття ситуації та порівнюють їх із тим, що насправді відбувається, щоб оцінити точність їх СО в певний момент часу. Таким чином, цей тип оцінки забезпечує пряме вимірювання СО і не вимагає від операторів або спостерігачів робити висновки щодо ситуаційних знань на основі неповної інформації. Об'єктивні показники можна зібрати одним із трьох способів: у реальному часі, коли завдання завершено (наприклад, «заміри у реальному часі», представлені у вигляді відкритих питань, вбудованих у вербальну комунікацію під час виконання завдання), під час перерви у виконанні завдання (наприклад, метод глобальної оцінки ситуаційної обізнаності (SAGAT) або тест ситуаційної обізнаності та стресостійкості WOMBAT, який в основному використовується в авіації з кінця 1980-х років і в Європі часто називається HUPEX), або проведення тестування після виконання завдання.

### Суб'єктивні показники
Суб'єктивні вимірювання безпосередньо оцінюють СО, за допомогою оцінки людей їх власної або спостережуваної СО окремих осіб за фіксованою шкалою (наприклад, анкета ситуативної обізнаності; техніка оцінки ситуативної обізнаності). Суб'єктивні показники СО привабливі тим, що вони відносно прості та легкі в адмініструванні. Однак слід зазначити кілька обмежень. Особам, які суб'єктивно оцінюють власну СО, часто не відома інформація, про яку вони не знають (так звані, невідомі невідомі). Суб'єктивні показники також мають тенденцію бути глобальними за своєю природою і, як такі, не повністю використовують багатовимірний характер СО для забезпечення детальної діагностики, доступної з об'єктивними вимірюваннями. Тим не менш, самооцінки можуть бути корисними, оскільки вони можуть забезпечити оцінку ступеня довіри операторів до своєї СО та власної продуктивності. Вимірювання того, як СО сприймається оператором, може надати таку ж важливу інформацію, як і фактична СО оператора, оскільки помилки у сприйнятій якості СО (надмірна або недостатня довіра до СО) можуть мати настільки ж шкідливий вплив на рішення окремої особи чи команди, а також внесення помилок у їхню фактичну СО.
Суб'єктивні оцінки СО окремої особи також можуть бути зроблені досвідченими спостерігачами (наприклад, колегами, командирами або навченими зовнішніми експертами). Ці оцінки спостерігачів можуть бути дещо вищими за самооцінки СО, оскільки більше інформації про справжній стан навколишнього середовища зазвичай доступно спостерігачу, ніж оператору, який може бути зосереджений на виконанні завдання (тобто, навчені спостерігачі можуть мати більше інформації). Однак спостерігачі мають лише обмежені знання про концепцію оператора щодо ситуації та не можуть мати повного уявлення про психічний стан особи, яку оцінюють. Таким чином, спостерігачі змушені більше покладатися на спостережувані дії та вербалізацію операторів, щоб зробити висновок про їх рівень СО. У цьому випадку такі дії та вербалізацію найкраще оцінити за допомогою показників ефективності та поведінки СО, як описано далі.

### Показники продуктивності та поведінки
Показники продуктивності роблять висновок про СО на основі кінцевого результату (тобто, результатів виконання завдання), ґрунтуючись на припущенні, що краща продуктивність означає кращу СО. Загальні показники продуктивності включають кількість результатів або рівень продуктивності, час для виконання завдання або реагування на подію, а також точність відповіді або, навпаки, кількість допущених помилок. Основна перевага показників ефективності полягає в тому, що їх можна зібрати об'єктивно й не порушуючи виконання завдань. Однак, хоча існують факти, які свідчать про позитивний зв'язок між СО та продуктивністю, цей зв'язок є імовірнісним і не завжди є прямим і однозначним. Іншими словами, хороша СО не завжди призводить до хорошої продуктивності, а погана СО не завжди призводить до поганої продуктивності. Таким чином, показники продуктивності слід використовувати разом з іншими показниками СО, які безпосередньо оцінюють цю конструкцію.
Поведінкові показники також роблять висновок про СО на основі дій, які індивіди вирішують зробити, на основі припущення, що хороші дії випливають із хорошого СО і навпаки. Поведінкові показники залежать передусім від оцінок спостерігачів і, таким чином, є дещо суб'єктивними за своєю природою. Щоб усунути це обмеження, спостерігачів можна попросити оцінити ступінь, до якої люди здійснюють дії та демонструють поведінку, яка, як очікується, сприятиме досягненню вищих рівнів СО. Цей підхід усуває частину суб'єктивності, пов'язаної з судженнями про внутрішній стан знань особи, дозволяючи їй робити судження про показники СО, які легше спостерігати.

### Індекси процесу
Індекси процесів досліджують, як люди обробляють інформацію у своєму середовищі, наприклад, аналізуючи моделі спілкування між членами команди або використовуючи пристрої відстеження руху очей. Спілкування в команді (особливо вербальне) підтримує формування знань і обробку інформації, що призводить до побудови СО. Таким чином, оскільки СО можна поширювати через комунікацію, то можна поєднати комп'ютерну лінгвістику та методи машинного навчання з аналітичними методами природної мови (наприклад, латентно-семантичним аналізом), щоб створити моделі, які спираються на словесні вирази, які вживає команда для прогнозування СО та виконання завдань. Хоча існують докази, які підтверджують корисність комунікаційного аналізу для прогнозування командного СО, часові та технологічні обмеження (наприклад, вартість і доступність систем запису мовлення та програмного забезпечення для перетворення мовлення в текст) можуть зробити цей підхід менш практичним і життєздатним в умовах обмеженого часу і швидкого темпу операцій.
Психофізіологічні показники також служать індексами процесу СО оператора, надаючи оцінку взаємозв'язку між продуктивністю людини та скоригованою зміною фізіології оператора. Іншими словами, пізнавальна діяльність пов'язана зі зміною фізіологічних станів оператора. Наприклад, загальний функціональний стан оператора (який оцінюється за допомогою психофізіологічних показників, таких як дані електроенцефалографії, блимання очима та серцева діяльність) може підказати чи є оператор втомленим від недосипу на одному кінці континууму або розумово перевантаженим на іншому кінці. Інші психофізіологічні показники, такі як пов'язані з подіями потенціали, пов'язана з подіями десинхронізація, зміна частоти серцевих скорочень і електрична активність шкіри, можуть бути корисними для оцінки сприйняття оператором критичних сигналів навколишнього середовища, тобто, для визначення того, чи оператор виявив і сприйняв релевантний для завдання стимул. Крім того, також можна використовувати психофізіологічні заходи для моніторингу очікувань навколишнього середовища операторів, тобто, їх фізіологічних реакцій на майбутні події, як вимірювання їх поточного рівня СО.

### Багатосторонній підхід до вимірювання
Багатовимірний характер СО значно ускладнює його кількісну оцінку та вимірювання, оскільки існує ймовірність того, що метрика може враховувати лише один аспект СО оператора. Крім того, дослідження показали, що різні типи показників СО не завжди сильно корелюють один з одним. Відповідно, замість того, щоб покладатися на один підхід чи метрику, для достовірного і надійного вимірювання СО слід використовувати набір різних, але пов'язаних показників, які доповнюють один одного. Такий комплексний підхід до вимірювання СО використовує сильні сторони кожного показника, мінімізуючи притаманні кожному з них обмеження.

## Обмеження
Ситуативна обізнаність обмежена сенсорним введенням і наявною увагою, знаннями та досвідом людини, а також її здатністю ефективно аналізувати доступну інформацію. Увага є обмеженим ресурсом і може зменшуватися через відволікання та перевантаження завданнями. Розуміння ситуації та прогнозування майбутнього статусу значною мірою залежать від відповідних знань, розуміння та досвіду роботи в подібних середовищах. Командна СО менш обмежена цими факторами, оскільки існує ширша база знань і досвіду, але вона обмежена ефективністю комунікації всередині команди.

## Навчання
Дотримуючись парадигми Ендслі та моделі управління когнітивними ресурсами з методами нейрофідбеку, іспанський педагог Марія Габріела Лопес Гарсія (2010) розробила та впровадила нову схему навчання СО. Першою організацією, яка впровадила цей новий шаблон, створений Лопес Гарсія, стали ВПС Іспанії. Вона навчала пілотів винищувачів EF-18 і пожежників Canadair.
Це тренування з СО має на меті уникнути втрати СО та забезпечити пілотів когнітивними ресурсами для того, щоб вони завжди працювали нижче рівня максимального робочого навантаження, яке вони можуть витримати. Це забезпечує не тільки меншу ймовірність інцидентів і аварій через людський фактор, але й забезпечує оптимальну ефективність робочих годин, подовжуючи термін експлуатації систем і операторів.

## Приклади з практики

### Виклик екстреної медичної допомоги
Під час підготовки до надання першої медичної допомоги, яку проводить Американський Червоний Хрест, першим аспектом, на який повинна звертатися увага того, хто реагує на виклик, є потреба бути в курсі ситуації в зоні постраждалого під час наближення до місця надання медичної допомоги. Обстеження місцевості та усвідомлення потенційних небезпек, у тому числі небезпек, які могли спричинити тілесні ушкодження, що підлягають лікуванню, є спробою гарантувати, що рятувальники самі не отримають травми і також потребуватимуть лікування.
Поінформованість про ситуацію для служб першої допомоги в медичних ситуаціях також включає оцінку та розуміння того, що трапилося, щоб уникнути травм співробітників служб реагування, а також для надання інформації іншим рятувальним службам, яким може знадобитися дізнатися про ситуацію по рації до їхнього прибуття на місце події.
У медичному контексті ситуативна обізнаність застосовується, щоб уникнути подальшого травмування постраждалих, уникнути травмування медичних працівників, а також для інформування інших потенційних рятувальників про небезпечні умови до їхнього прибуття на місце події.

### Транспортні засоби та авіація
Втрата ситуаційної обізнаності призвела до багатьох транспортних катастроф, включаючи сходження з рейок потяга у Філадельфії в 2015 році.
Втрата ситуаційної обізнаності також є однією з головних причин аварій, коли під час польоту ініціюється протокол заходу на друге коло.

### Пошук і порятунок
У контексті пошуково-рятувальних робіт ситуаційна обізнаність використовується в першу чергу для того, щоб уникнути травмування пошукових загонів завдяки обізнаності про навколишнє середовище, рельєф місцевості та багато інших факторів, що впливають на навколишнє середовище, що допомагає визначити місцезнаходження поранених або зниклих безвісти. Агентства громадської безпеки все частіше використовують програми ситуаційної обізнаності, такі як Android Tactical Assault Kit, на мобільних пристроях і навіть роботів для покращення ситуаційної обізнаності.

### Ланцюгова пила / бензопила для лісництва
У лісовій службі Сполучених Штатів для використання ланцюгових і торцевих пилок потрібне навчання та сертифікації. Значна частина цього тренінгу описує ситуаційну обізнаність як підхід до екологічної обізнаності, а також самосвідомості, яка передбачає усвідомлення власного емоційного стану, втоми і навіть споживання калорій.
Ситуаційна обізнаність у контексті лісництва також включає оцінку навколишнього середовища та потенційних загроз безпеці в зоні діяльності лісозаготівельної бригади. Коли лісоруб наближається до місця роботи, ґрунт, вітер, хмарність, схили пагорбів і багато інших чинників вивчаються і враховуються заздалегідь, що є частиною постійної підготовки кваліфікованих лісорубів.
Оцінюються сухі або хворі дерева в зоні досяжності лісозаготівельних бригад, оцінюється сила та напрямок вітру. Розташування частин дерева, які потрібно зрізати, або нахил дерева, яке потрібно зрізати, оцінюється в контексті розуміння того, куди дерево впаде або переміститься під час спилювання, де знаходяться інші члени бригади, як вони рухаються, чи перебувають у зоні роботи бригади сторонні особи, чи рухаються вони, чи стоять на місці.

### Правоохоронна діяльність
Підготовка правоохоронців також передбачає СО про те, що відбувається навколо поліцейського до, під час і після взаємодії з громадськістю, а також повне усвідомлення того, що відбувається навколо поліцейського в областях, які зараз не є безпосереднім завданням поліцейського на даний момент.

### Операції протидії загрозам кібербезпеки
У сфері кібербезпеки розглянемо ситуативну обізнаність для операцій протидії загрозам — це здатність сприймати загрозливу діяльність і вразливість у ситуаціях, щоб активно захищати: дані, інформацію, знання і досвід від компрометації. Ситуаційна обізнаність досягається шляхом розробки та застосування рішень, які часто використовують дані та інформацію з багатьох різних джерел. Потім використовуються технології та алгоритми для застосування знань і досвіду, щоб розпізнати моделі поведінки, які вказують на можливі, ймовірні та реальні загрози.
Ситуаційна обізнаність для операційних груп із загроз кібербезпеці з'являється у формі стислого, збагаченого, часто графічного, пріоритезованого та легкодоступного для вивчення та пошуку звіту про системи, які знаходяться всередині зон відповідальності або пов'язані з ними (наприклад, корпоративні мережі або ті, що використовуються для забезпечення інтересів національної безпеки). Різні дослідження аналізували сприйняття безпеки та конфіденційності в контексті електронної охорони здоров'я, мережевої безпеки, або використання спільних підходів для підвищення обізнаності користувачів. Існують також дослідження, спрямовані на автоматизацію обробки інформації комунікаційної мережі з метою отримання або поліпшення обізнаності про кіберситуацію.

## Модель прозорості агента на основі ситуативної обізнаності
Тоді як можливості технологічних агентів збільшуються, дуже важливим стає і те, щоб їх дії та логіка, яка лежить в іхній основі, були прозорими. У військовій сфері прозорість агентів досліджувалась у зв'язку з тим, що безпілотні транспортні засоби використовуються все частіше. У 2014 році дослідники з науково-дослідницької лабораторії Армії США представили модель «Прозорості агента на основі ситуаційної обізнаності» (англ. Situation Awareness-based Agent Transparency, СОП), розроблену для підвищення прозорості інтерфейсу користувача. Коли справа доходить до автоматизації, було визначено шість бар'єрів, які перешкоджають довірі людини до автономних систем, серед яких «низька оглядовість, прогнозованість, керованість і підконтрольність» та «низький рівень взаєморозуміння спільних цілей» Дослідники з науково-дослідницької лабораторії Армії США розробили три рівні прозорості ситуаційної обізнаності на основі теорії сприйняття, розуміння та проекції Ендслі. Вони стверджували, що чим вищий рівень ситуаційної обізнаності, тим більше інформації агент передає користувачеві.
У публікації науково-дослідницької лабораторії Армії США за 2018 рік оцінюється, як різні рівні прозорості в СОП впливають на робоче навантаження оператора та розуміння людиною того, коли необхідно втрутитися в прийняття рішень агентом. Дослідники називають таке експертне оцінювання калібруванням. Група розділила своє дослідження моделі СОП на два проекти:
- «Інтелектуальний планувальник Multi-UxV з адаптивними технологіями спільної роботи/контролю» (англ. Intelligent Multi-UxV planner with adaptive collaborative/control technologies, IMPACT) — дослідницька програма з об'єднання зусиль людини і агента для управління кількома різнорідними безпілотними апаратами. Експериментальні зусилля лабораторії були зосереджені на вивченні впливу рівнів прозорості агента, заснованих на моделі SAT, на прийняття рішень людиною-оператором під час військових сценаріїв.
- «Автономний учасник загону» (АУЗ, англ. Autonomous Squad Member, ASM).

Вчені надали три стандартні рівні СОП на додаток до четвертого рівня, який включав рівень невизначеності агента у прийнятті рішення в безпілотних автомобілях. Заявленою метою цього дослідження було визначити, як зміна рівнів СОП вплинула на продуктивність користувача, ситуативну обізнаність та довіру до агента. Вчені заявили, що їх експериментальні результати підтверджують, що підвищена прозорість агента покращила продуктивність оператора та довіру людини до агента без істотного впливу на робоче навантаження. Коли агент повідомляв про рівні невизначеності у поставленому завданні, учасники експерименту виявляли більше довіри до агента.
Дослідження АУЗ проводилося за допомогою гри-симулятора, у якій учасник повинен був пройти курс навчання з АУЗ, наземним роботом, який спілкується з піхотою. Учасникам довелося виконувати кілька завдань одночасно, оцінюючи потенційні загрози та відстежуючи комунікації АУЗ на інтерфейсі. Згідно з цим дослідженням, експериментальні результати продемонстрували, що найбільша достовірність калібрування відбувалася, коли агент передавав інформацію всіх трьох рівнів СОП. Група вчених з науково-дослідницької лабораторії Армії США розробила концепції візуалізації прозорості, за допомогою яких агенти можуть повідомляти про свої плани, мотивацію та прогнозовані результати за допомогою піктограм. Було виявлено, що агент може пов'язати використання своїх ресурсів, міркування, прогнозовану втрату ресурсів, прогрес у виконанні завдання тощо. На відміну від дослідження IMPACT, коли агент інформує користувача про рівень своєї невизначеності в прийнятті рішень, зростання довіри не спостерігалося.

## Методи отримання ситуаційної обізнаності

### Краудсорсинг
Краудсорсинг, який став можливим завдяки поширенню соціальних медіа та повсюдному мобільному доступу, має потенціал для значного підвищення обізнаності як відповідальних органів влади, так і самих громадян щодо надзвичайних і кризових ситуацій, використовуючи «громадян як датчики». Наприклад, аналіз вмісту, опублікованого в соціальних мережах, таких як Facebook і Twitter, за допомогою аналізу даних, машинного навчання та методів обробки природної мови може надати ситуаційну інформацію. Краудсорсинговий підхід до зондування, особливо в кризових ситуаціях, називають краудсенсингом (англ. crowdsensing). Краудмеппінг — це підтип краудсорсингу за допомогою якого агрегація вхідних даних, створених натовпом, таких як перехоплені повідомлення та канали соціальних мереж, поєднується з географічними даними для створення максимально актуальної цифрової карти, яка може покращити СО під час інциденту та використовуватися для підтримки реагування на інцидент.

### Хмарна геоінформаційна система відображення структурованих даних
З 2012 року Національний консорціум обміну інформацією (НКОІ, англ. National Information Sharing Consortium, NISC) працює над наданням «правильної інформації потрібним людям у потрібний час», використовуючи спільну термінологію серед спільноти з управління надзвичайними ситуаціями та служб першого реагування з місією стандартизації структурованих гео-просторових даних, якими можна ділитися онлайн через різні платформи. Результатом є створення загальної операційної картини (ЗОК), яка генерує точну та своєчасну інформацію, що відображається візуально як на стратегічному рівні для осіб, які приймають рішення, так і на тактичному рівні для людей на місці. НКОІ сприяє обміну кодом, віджетами даних і навчанню з метою підвищення якості ситуаційної обізнаності. Широкомасштабні навчання, як-от тижневий захід Capstone-14, координований Центральним консорціумом із землетрусів США (англ. Central United States Earthquake Consortium, CUSEC), і фактичне оперативне використання цих методів обміну даними також сприяли роботі НКОІ щодо розширення зручності використання обміну інформацією на основі ГІС для покращене ситуативної обізнаністі.

### Методи військової підготовки
Є два сценарії тренувань, розроблені для підвищення навичок обізнаності про ситуацію у військових професіоналів і працівників поліції та екстрених служб. Перший, «Гра Кіма», більш поширений у снайперських школах морської піхоти та поліцейських академіях. Назва походить від роману Кім, у якому гра відсилає до уроку шпигунської школи. У грі є таця з різними предметами, такими як ложки, олівці, кулі та будь-які інші предмети, з якими були знайомі солдати. Учасники мають одну хвилину, щоб розглянути всі ці предмети, перш ніж їх накриють ковдрою. Потім учасники окремо перелічували предмети, які вони бачили, той, хто дасть найбільше правильних відповідей, перемагає у грі. У цю ж гру грають у групах молодих скаутів і дівчат-гідів, щоб навчити дітей швидкому запам'ятовуванню.
Другий спосіб — більш практичне військове застосування гри Кіма. Починається з ділянки у полі (джунглів, чагарників або лісу) шириною приблизно від п'яти метрів до 10 метрів глибиною, де на землі і на деревах на рівні видимості розташовуються різні предмети, деякі з них замасковані, а деякі ні. Знову ж таки, ці предмети мають бути знайомі солдатам, які проходять навчання. Учасникам дається 10 хвилин на те, щоб оглянути місцевість з певного місця і запам'ятати предмети, які вони побачили. Після закінчення 10 хвилин солдат повинен повторити певні вправи, такі як берпі, призначені для імітації стресу від фізичного навантаження в складних умовах. Після того, як учасник виконає вправу, він має перерахувати предмети, які він бачив. В кінці бали підраховувалися, щоб визначити переможця.

## Подальше читання
- Купер, Том (21 грудня 2023). Це радіус дії, дурню! Частина 1 (укр.). Процитовано 23 грудня 2023.
- Купер, Том (23 грудня 2023). Це радіус дії, дурню! Частина 2 (укр.). Процитовано 23 грудня 2023.
- Adam, E.C. (1993). Fighter cockpits of the future. Proceedings of 12th IEEE/AIAA Digital Avionics Systems Conference (DASC), 318—323.
- Dominguez, C., Vidulich, M., Vogel, E. & McMillan, G. (1994). Situation awareness: Papers and annotated bibliography. Armstrong Laboratory, Human System Center, ref. AL/CF-TR-1994-0085.
- Endsley, M.R. (1988). Situation awareness global assessment technique (SAGAT). Proceedings of the National Aerospace and Electronics Conference (NAECON), 789—795. New York: IEEE. doi:10.1109/NAECON.1988.195097
- Jeannot, E.; Kelly, C.; Thompson, D. (2003), The development of situation awareness measures in ATM systems (PDF), Brussels: Eurocontrol, архів оригіналу (PDF) за 19 березня 2012
- Moray, N. (2004). Ou sont les neiges d'antan? («Where are the snows of yesteryear?»). In D.A. Vincenzi, M. Mouloua & P.A. Hancock (Eds), Human performance, situation awareness and automation: Current research and trends (pp. 1–31). Mahwah: LEA.